# Suriname-India Chamber of Commerce and Industry
Suriname-India Chamber of Commerce and Industry (SICCI) is een handelskamer die als doel heeft de handelscontacten te bevorderen tussen Suriname en India, en op termijn het Caribisch gebied en India.
De oprichting vond op 4 mei 2018 plaats in Lalla Rookh in Paramaribo, onder aanwezigheid van vicepresident Ashwin Adhin, handelsminister Stephen Tsang en ambassadeur Satendar Kumar van India. Het memoranum of understanding hiervoor werd op 9 maart 2018 op de Surinaamse ambassade in New Delhi in India getekend door delegaties van SICCI en de Indiase Confederation of Indian Industry (CII), in bijzijn van de Surinaamse ambassadeur Aashna Kanhai.
SICCI richt zich vooral op het aanwerven van Indiase bedrijven naar Suriname die geïnteresseerd zijn in vijf verschillende projecten op het gebied van zonne-energie, ICT, voedsel en landbouw, een start-up-centrum en een expertisecentrum.
De SICCI zette in oktober 2018 een paviljoen voor India op, op de United Caribbean Business Fair in Paramaribo.